# Simon Grayson
Simon Nicholas Grayson, född 16 december 1969 i Ripon, Yorkshire, England, är en före detta engelsk professionell fotbollsspelare som numera är manager. Han spelade totalt 435 ligamatcher och gjorde 11 mål som försvarsspelare för nio olika klubbar mellan 1988 och 2006, de flesta matcherna för Leicester City och Blackpool.
Efter spelarkarriären har Grayson arbetat som manager. Han har fört fyra olika klubbar till uppflyttning från League One till Championship: Blackpool (2007, via playoff), Leeds United (2010, direktuppflyttning), Huddersfield Town (2012, via playoff) och Preston North End (2015, via playoff.)